# Servet Tazegül
Servet Tazegül (Nürnberg, Njemačka, 26. rujna 1988.) je turski taekwondoaš azerskog podrijetla. Trostruki je europski prvak dok je na OI u Londonu 2012. postao olimpijski pobjednik u težinskoj kategoriji do 68 kg. Tada je pobijedio iranskog predstavnika Motameda. Istog protivnika je pobijedio i godinu ranije u finalu svjetskog prvenstva koje je održano u južnokorejskom Gyeongjuu.
Njemu u čast nazvana je višenamjenska sportska dvorana koja je bila jedna od 11 novoizgrađenih sportskih borilišta za potrebe Mediteranskih igara 2013. kojima je Mersin bio domaćin. Ondje je Tazegül osvojio broncu.

## Olimpijske igre

### OI 2008. Peking
| Peking 2008.   | Peking 2008. | Peking 2008. | Peking 2008.    |
| Protivnik      | Zemlja       | Uspjeh       | Natjecanje      |
| -------------- | ------------ | ------------ | --------------- |
| Gessler Viera  | Kuba         | 4:3; pobjeda | 1. krug         |
| Son Tae-Jin    | Južna Koreja | 0:1; poraz   | četvrtfinale    |
| Dennis Bekkers | Nizozemska   | 3:2; pobjeda | repesaž         |
| Peter López    | Peru         | 1:0; pobjeda | borba za broncu |

### OI 2012. London
| London 2012.             | London 2012. | London 2012. | London 2012. |
| Protivnik                | Zemlja       | Uspjeh       | Natjecanje   |
| ------------------------ | ------------ | ------------ | ------------ |
| Terrence Jennings        | SAD          | 8:6; pobjeda | 1. krug      |
| Hrihorij Husarov         | Ukrajina     | 9:2; pobjeda | četvrtfinale |
| Martin Stamper           | UK           | 9:6; pobjeda | polufinale   |
| Mohammad Bagheri Motamed | Iran         | 6:5; pobjeda | finale       |